# Жан-Бернар
Жан-Бернар (фр. Gouffre Jean-Bernard или Réseau Jean Bernard) — пещера в альпийской области Верхняя Савойя, Франция. Одна из глубочайших пещер мира (−1602 м), вторая по глубине пещера Франции. В период с 1979 по 1998 год имела статус глубочайшей пещеры планеты.

## История исследований
Первый вход в пещерную систему был открыт в 1959 году двумя спелеологами группы «Вулкан» Жаном Дюпоном (Jean Dupont) и Бернаром Раффи (Bernard Raffy). В 1963 году оба они погибли во время паводка при исследовании протяжённой пещеры Goule de Foussoubie в департаменте Ардеш, а пещера Жан-Бернар получила название в честь своих первооткрывателей.
В 1975 году в результате соединения с другими пещерами глубина системы составила −1208 м, в 1976 году достигла −1290 м.
В 1979 году Жан-Бернар становится глубочайшей пещерой мира, достигнув отметки −1358 м.
В 1981 году зарегистрирована глубина пещеры −1455 м. В 1983 году преодолён рубеж 1,5 км, глубина системы становится равной −1535 м. В 1989 году после соединения с пещерой C-37, вход в которую расположен на высоте 2264 м н.у.м., достигнута отметка −1602 м.
В 1998 году Жан-Бернар теряет первенство в списке глубочайших пещер, уступая расположенной неподалёку пещере Мирольда (−1610 м).